# Karsy (powiat pleszewski)
Karsy – wieś w Polsce położona w województwie wielkopolskim, w powiecie pleszewskim, w gminie Gołuchów.

## Położenie
Wieś położona jest na Wysoczyźnie Kaliskiej, nad strugą Potokiem Borucińskim (Sobkowiną). Do siedziby gminy - Gołuchowa - jest 8,5 km, do siedziby powiatu - Pleszewa - 14. Karsy leżą pomiędzy drogą krajową nr 11 (3 km), a drogą krajową nr 12 (7 km). Najbliżej od Kars, 2,5 km na wschód położona jest wieś Kucharki, 3,0 km na zachód wieś Krzywosądów, 3,5 km na południe wieś Czechel i Sobótka.

## Historia
Dzisiejsza wieś Karsy to połączenie dawniej istniejących wsi Karsy i Bobry. Przy czym Karsy leżały kiedyś tylko po południowej części strugi Potoku Boruciński (Sobkowiny), który wpływa do rzeki Trzemnej. Karsy należały do Parafii Sobótka. Wieś Bobry, leżąca po północnej części rzeki Sobkowiny, należała do Parafii Kucharki. Dawnej do tych wsi zaliczana była jeszcze wieś Wierzchosław (występuje też nazwa Zwierzchosław), znajdująca się na południowo-zachodniej części Kars i łącząca się z dzisiejszym Żychlinem, także należącym do parafii Sobótka. Niektóre źródła (np. Rocznik Towarzystwa Przyjaciół Nauk Poznańskiego z 1915 r. - Badania Nazw Topograficznych Dzisiejszej Archidiecezji Poznańskiej) mówią, że Wierzchosław to dzisiejszy Żychlin. Jednak nazwiska rodów: Karscy, Żychlińscy, Wierzchosławscy, które dziedziczyły poszczególne wsie świadczą, że Wierzchosław był oddzielną wsią i zajmował teren pomiędzy Karsami, Sobótką i dzisiejszym Żychlinem.
Na tym terenie na starych mapach występuje jeszcze nazwa Budy lub Budy Karskie. Pierwsze pisemne źródła o wsi Bobry, jak podaje Kodeks dyplomatyczny Wielkopolski (1877), podają, że wieś Bobry istniała już w 1346 roku, kiedy to Kościół gnieźnieński zamienia wsie Bobry i Piekart na Godziesze będące dziedzictwem Janusza i Stefana z Sośnicy. Od 1579 roku Bobry należały do Jana Kromolickiego i Bartłomieja Karskiego, a od 1618 roku do Wacława Karskiego. Oni też posiadali pobliską wieś Wierzchosław. Nazwa wsi Karsy prawdopodobnie wzięta została od nazwiska właściciela Karskiego. Ród Karskich był rodem szlacheckim i mianował się herbem Korab. Pierwsza pisemna wzmianka o wsi Karsy to 1434 rok, kiedy to jak podaje w swoich opracowaniach Dworzaczek "N. Jan de Slaboborowicze 2 ł. pola we wsi Karsy w p. kalis. wymienia za ws. Grodzelecz z And. Z Grodzelcza (f. 49))". Istnieje niemiecka mapa z 1821 roku na której są wszystkie trzy wsie: Karsy, Bobry i Wierzchosław. Nie wiadomo dokładnie kiedy obie wsie zostały połączone w jedną wieś i nazwane Karsy. Nie wiadomo też dokładnie kiedy zniknęła wieś Wierzchosław i czy na pewno jest nią dzisiejszy Żychlin, czy istniała oddzielna wieś pomiędzy dzisiejszymi Karsami a Żychlinem? Połączenia wsi Karsy i Bobry prawdopodobnie dokonano w połowie XIX wieku. (Według Tek Dworzaczka - część 11244 Dziennik Poznański: "W powiecie pleszewskim, 1/4 mili na wschód od Sobótki, leży wieś Karsy. W 1868 r. to konglomerat 3 wsi, tj. Bobrów, Kars i Wierzchosławia. Karsy sławne były przez Kożuchowskiego, dziedzica zmarłego z przeziębienia, po tym gdy Szwedzi topili go w przerębli, by wyrzekł się polskości"). Karsy po 1868 r. należały między innymi do rodziny Żychlińskich, później także między innymi do właścicieli Sobótki, niemieckiej rodziny Stiglerów. Przed 1886 r. wieś Karsy, Niemcy nazwali Bismarcksdorf, w okresie II wojny światowej od 1939 do 1945 roku, zmieniono pisownie na Bismarksdorf. W 1909 roku poznańska drukarnia (wtedy własność niemiecka) wydała kartkę pocztową z miejscowością Bismarcksdorf (dzisiejszymi Karsami), na której widać najstarsze do dziś istniejące budynki Kars.
W latach 1975–1998 miejscowość należała administracyjnie do województwa kaliskiego.

## Obecnie
W Karsach znajduje się:
- Ochotnicza Straż Pożarna (założona w 1935, zarejestrowana w kwietniu 1936)[4],
- Koło Gospodyń Wiejskich,
- Kółko Rolnicze,
- klub sportowy LZS Karsy,
- sklep spożywczo-przemysłowy,
- elektrownia wiatrowa.